# هبة فرج
هبة فرج هي لاعبة كرة طاولة جزائرية وُلدت في 10 مايو 1999، ومثلت الجزائر في دورة الألعاب الإفريقية عام 2019.

## مسيرتها الرياضية
ولدت هبة فرج بالجزائر في 10 مايو 1999، ثُم انتقلت مع عائلتها إلى إنجلترا وهي في السادسة من عمرها. بدأت هبة فرج تمارس لعبة كرة الطاولة وهي في عمر الثانية عشرة، والتحقت بأكاديمية لندن الرياضية الواقعة بمنطقة إدجوير، وشاركت مع الأكاديمية في بطولات المدارس لكرة الطاولة. وفي عام 2017، شاركت هبة فرج في بطولة العالم لكرة الطاولة للناشئين، ثُم تألقت في في نفس العام في بطولة كأس العرب لكرة الطاولة عندما فازت بالميدالية الفضية في فئة فردي الناشئات، كما قادت منتخب الجزائر للفوز على منتخبات نيجيريا ومصر.

## التصنيف
صنفت هبة فرج في أبريل 2022 في المرتبة 463 عالميًّا بين أفضل لاعبات كرة الطاولة على مستوى العالم وفقًا لتصنيف الاتحاد الدولي لكرة الطاولة.

## المشاركات والميداليات
| العام | المسابقة                             | المكان             | المنافسات             | الترتيب/الميدالية                |
| ----- | ------------------------------------ | ------------------ | --------------------- | -------------------------------- |
| 2017  | بطولة العالم لكرة الطاولة للناشئين   |                    |                       |                                  |
| 2017  | كأس العرب لكرة الطاولة               | سلطنة عمان         | منافسات فردي الناشئات | المركز الثاني (الميدالية الفضية) |
| 2018  | البطولة العربية للأندية لكرة الطاولة | تونس العاصمة، تونس |                       |                                  |
| 2019  | دورة الألعاب الإفريقية               | الرباط، المغرب     | منافسات الفرق للسيدات |                                  |